# Vuelo 4246 de Líneas Aéreas Suramericanas
El 18 de diciembre de 2003, el vuelo 4246 de Líneas Aéreas Suramericanas, un vuelo de carga no regular operado por un McDonnell Douglas DC-9-15F, que cubría la ruta Bogotá-Mitú, con una escala en Yopal, se estrelló en un área selvática a 135 kilómetros de Mitú, Colombia. Los restos de la aeronave se encontraron el 28 de diciembre, los tres tripulantes que iban a bordo fallecieron.

## Aeronave y tripulación

### Aeronave
La aeronave invocrada era un McDonnell Douglas DC-9-15F construida el 10 de noviembre de 1967, equipada con dos motores Pratt & Whitney JT8D-7B, con número de serie 47062, operada por Líneas Aéreas Suramericanas, con la matrícula HK-4246X. Fue entregada a Trans Texas Airways el 26 de enero de 1968, matriculada como N1307T. En abril de 1968 fue adquirida por Texas International Airlines, y el 31 de octubre de 1982 a Continental Airlines. El 16 de marzo de 1984 fue convertida en una aeronave de carga y comprada por Purolator Courier, rematriculada como N564PC. El 21 de septiembre de 1987 fue entregada a Emery Worldwide Airlines, y el 20 de octubre de 1993 a Kitty Hawk Aircargo. El 32 de enero de 2002 fue adquirida por Líneas Aéreas Suramericanas y rematriculada como HK-4246X.

### Tripulación
El piloto de la aeronave era Armando Enrique Rodríguez Suárez; 50 años de edad, con 13768 horas de vuelo. El copiloto era Andrés Eduardo Campo Arango; 25 años, con 2300 horas de vuelo. Ambos pilotos eran de nacionalidad colombiana.

## Accidente
El 18 de diciembre de 2003, fue programada la aeronave HK-4246, un McDonnell Douglas DC-9-15F de la compañía Líneas Aéreas Suramericanas para realizar un vuelo no regular de transporte de carga nacional, entre las ciudades de Bogotá y Mitú, con escala técnica para abastecimiento de combustible en la ciudad de Yopal. La aeronave despegó del Aeropuerto El Dorado con un peso total de 78,722 libras (36 kg) para el despegue y con 8,7 libras (4 kg) de combustible. El total de carga transportada fue de 20,703 libras (9 kg). Este trayecto se realizó de forma normal. La aeronave aterrizó en Yopal a las 15:51 hora local. En esta ciudad la aeronave se abasteció con 12,421 libras (6 kg) de combustible.
La tripulación llamó a la torre de control a las 16:33 horas después de los procedimientos de tierra con sus correspondientes llamadas al control de tráfico. Efectuó el despegue con destino al Aeropuerto de Mitú, estando en el aire a las 16:40 horas. El vuelo se desarrolló de forma normal durante el ascenso, crucero y el descenso inicial. A las 17:08 horas se recibió el último llamado donde le responde a la torre de Bogotá que cambie de frecuencia a la torre de Mitú. Aproximadamente a 73 millas náuticas (135 196 m) de Mitú a la altura de  23 300 pies (7102 m) la aeronave desapareció de la pantalla de vigilancia del radar. Al ver que la aeronave no llegó al Aeropuerto de Mitú la aeronave fue declarada en emergencia.
Al día siguiente se iniciaron las labores de búsqueda y recate, siendo encontrada la aeronave 10 días después de su desaparición, accidentada, completamente destruida y con sus tres tripulantes fallecidos. El sitio donde se encontró corresponde al sector donde estuvo por última vez en contacto radar. Las condiciones meteorológicas eran favorables en el momento del accidente. No se presentó ningún rastro de incendio después del impacto.

## Investigación
De acuerdo a la trascripción del registrador de voces, las comunicaciones concuerdan con la información de control aeronáutico. Después del último llamado de la aeronave a Mitú, a los 48 segundos se escucha un sonido súbito y fuerte, dos segundos posterior se escucha otro sonido fuerte. Un segundo después el piloto parece decir "nos dieron", desde ese momento se escuchan exclamaciones de pánico y dolor, 40 segundos después se escucha el sonido del stick shaker. Finalmente, 69 segundos después del primer sonido se escucha el sonido del impacto final. Durante el descenso se escucha al copiloto y el técnico del avión diciéndole al comandante, que jalara la aeronave para recuperar su control, el cual finalmente no se pudo restablecer.
Los datos que arrojó el análisis del registrador de datos de vuelo, demuestra que el vuelo se desarrolló en forma normal desde el despegue hasta el sitio donde se escucharon los sonidos en la cabina de la aeronave. A pesar de que el registrador de datos de vuelo no tiene registrado la altura y la velocidad, por medio de las gráficas de datos de radar y los del FDR se pudo establecer que la aeronave tenía una velocidad de tierra 485 nudos, y estaba cruzando 23.300 pies. Esta fue la última traza veridica mostrada en el radar y ocurrió a las 16:10:45 hora local. Las indicaciones de EPR, fueron normales durante todo el recorrido, inclusive hasta el momento del impacto que dan indicaciones de motores en posición de reducido.
El indicador de rollo antes de la pérdida de control indica una ligera subida del plano derecho, posteriormente el plano bajó ligeramente y luego finalmente levanta el plano progresivamente más de 80 grados indicados, con indicaciones posteriores indeterminadas. El viraje del avión inicia un desplazamiento continuo y progresivo por la derecha, el cual se mantiene hasta ligeramente antes del fin de la grabación. Estas indicaciones demuestran que la aeronave perdió el control completamente cayendo en posición vertical con oscilaciones en el sentido de las agujas del reloj y aceleraciones verticales con grandes gravedades negativas, que también fueron registradas por el FDR, estas indican menos tres gravedades que es el máximo que puede registrar. Las aceleraciones longitudinales estuvieron entre menos 0.03 y menos 0.1 aproximadamente.

### Causa probable
La causa probable del accidente se pudo deber a una rotura y desprendimiento de una pieza estructural de la aeronave por razones no especificadas, lo que provocó la pérdida total del control de los pilotos, que cayó desde 23.300 pies hasta el suelo.